# Orthotrichum polare
Orthotrichum polare là một loài Rêu trong họ Orthotrichaceae. Loài này được Lindb. mô tả khoa học đầu tiên năm 1867.